# Пам'ятки історії Житомирського району
У Житомирському районі Житомирської області на обліку перебуває 132 пам'ятки історії.
| №п/п | Охоронний номер | Найменування пам'ятки | Адреса                                                                                | Рік            | Автор               | № рішення про взяття на державний облік                                               | Фото |
| ---- | --------------- | --- | ------------------------------------------------------------------------------------- | -------------- | ------------------- | ------------------------------------------------------------------------------------- | ---- |
| 1    | 393             | Братська могила радянських воїнів та пам'ятний знак воїнам-односельчанам. Поховано 36 осіб.                                                                               | С. Барашівка, Іванівська с/р, в центрі села                                           | 1958 1980 1994 | —                   | № 442 від 29.09.1969 р.                                                               |      |
| 2    | 394             | Братська могила радянських воїнів. Поховано 75 осіб | С. Березівка, Березівська с/р, в центрі села                                          | 1957           | —                   | № 442 від 29.09.1969 р.                                                               |      |
| 3    | 395             | Братська могила радянських воїнів. Поховано 7 осіб | С. Березівка, Березівська с/р, на кладовищі                                           | 1950           | —                   | № 442 від 29.09.1969 р.                                                               |      |
| 4    | 400             | Могила Михайлова В. В. — підпільника | Березівка, Березівська с/р                                                            | 1969           | —                   | № 390 від 08.10.1992 р.                                                               |      |
| 5    | 1551            | Пам'ятник воїнам-односельчанам, загиблим у роки ВВВ | С. Березина, Глибочицька с/р, біля контори                                            | 1968           | —                   | № 388 від 06.09.1976 р.                                                               |      |
| 6    | 2608            | Могила Кондратюк О. Ю. — партизанки | С. Березина, Глибочицька с/р, на кладовищі                                            | 1944 1971      | —                   | № 52 від 04.02.1985 р.                                                                |      |
| 7    | 396             | Братська могила радянських воїнів. Поховано 11 осіб | С. Бистрі, Станишівська с/р, на кладовищі                                             |                | —                   | № 442 від 29.09.1969 р.                                                               |      |
| 8    | 403             | Могила Русанченка Г. І. — підпільника | С. Богданівка, Березівська с/р, в центрі                                              | 1967           | —                   | № 442 від 29.09.1969 р.                                                               |      |
| 9    | 398             | Братська могила радянських воїнів. Поховано 15 осіб | С. Буки, Буківська с/р, в центрі                                                      | 1953           | —                   | № 442 від 29.09.1969 р.                                                               |      |
| 10   | 1549            | Пам'ятник воїнам-односельчанам, загиблим у роки ВВВ | С. Буки, Буківська с/р, біля Будинку культури                                         | 1969           | —                   | № 388 від 06.09.1976 р.                                                               |      |
| 11   | 399             | Братська могила радянських воїнів та могила Михайлова В. — підпільника. Поховано 22 особи                                                                                 | С. Василівка, Василівська с/р, в парку                                                | 1950 1965      | —                   | № 442 від 29.09.1969 р.                                                               |      |
| 12   | 401             | Братська могила радянських воїнів. Поховано 69 осіб | С. Висока Піч, Високопічська с/р, в центрі села                                       | 1957           | —                   | № 442 від 29.09.1969 р.                                                               |      |
| 13   | 2045            | Братська могила радянських воїнів. Поховано 19 осіб | С. Висока Піч, Високопічська с/р, західна околиця села                                | 1973           | —                   | № 559 від 26.12.1979 р.                                                               |      |
| 14   | 402             | Пам'ятник воїнам-односельчанам, які загибли у роки ВВВ | С. Висока Піч, Високопічська с/р                                                      | 1967           | -                   | № 442 від 29.09.1969 р.                                                               |      |
| 15   | 3094            | Пам'ятник воїнам-танкістам | С. Висока Піч, Високопічська с/р                                                      | 1995           | —                   | № 616 від 29.09.1999 р.                                                               |      |
| 16   | 404             | Група (2) братських могил радянських воїнів та пам'ятний знак на місці боїв. Поховано 134 особи                                                                           | С. Вереси, Вересівська с/р, в центрі села                                             | 1960 1973      | —                   | № 442 від 29.09.1969 р.                                                               |      |
| 17   | 405             | Братська могила радянських воїнів. Поховано 55 осіб | С. Вертокиївка, Вертокиївська с/р, на кладовищі                                       | 1958           | —                   | № 442 від 29.09.1969 р.                                                               |      |
| 18   | 406             | Братська могила радянських воїнів. Поховано 8 осіб | С. Вишневе, Сінгурівська с/р, на кладовищі                                            | 1950           | —                   | № 442 від 29.09.1969 р.                                                               |      |
| 19   | 407             | Братська могила радянських воїнів. Поховано 28 осіб | С. Волиця, Сінгурівська с/р, на кладовищі                                             | 1959           | —                   | № 442 від 29.09.1969 р.                                                               |      |
| 20   | 1547            | Братська могила радянських воїнів. Кількість похованих невідома | С. Волиця, Сінгурівська с/р, східна околиця села                                      | 1970           | —                   | № 388 від 06.09.1976 р.                                                               |      |
| 21   | 408             | Братська могила радянських воїнів. Поховано 47 осіб | С. Гадзинка, Глибочицька с/р, у колгоспному саду                                      | 1952           | —                   | № 442 від 29.09.1969 р.                                                               |      |
| 22   | 409             | Братська могила радянських воїнів. Поховано 112 осіб | С. Гадзинка, Глибочицька с/р, на кладовищі                                            | 1952           | —                   | № 442 від 29.09.1969 р.                                                               |      |
| 23   | 1556            | Пам'ятник воїнам-односельчанам, загиблим у роки ВВВ | С. Гадзинка, Глибочицька с/р, біля школи                                              | 1968           | —                   | № 388 від 06.09.1976 р.                                                               |      |
| 24   | 1548            | Братська могила радянських воїнів. Поховано 117 осіб | С. Глибочиця, Глибочицька с/р, на кладовищі                                           | 1951, 1984     | —                   | № 388 від 06.09.1976 р.                                                               |      |
| 25   | 1555            | Пам'ятник воїнам-односельчанам, загиблим у роки ВВВ | С. Глибочиця, Глибочицька с/р, біля школи                                             | 1967           | —                   | № 388 від 06.09.1976 р.                                                               |      |
| 26   | 437             | Братська могила радянських воїнів. Кількість похованих невідома | С. Глибочок, Глибочанська с/р, на кладовищі                                           | 1960           | —                   | № 442 від 29.09.1969 р.                                                               |      |
| 27   | 2560            | Могила Войцехівського В. І. — партизана | С. Глибочок, Глибочанська с/р, (2,5 км на північ)                                     | 1952           | —                   | № 468 від 29.10.1983 р.                                                               |      |
| 28   | 411             | Братська могила радянських воїнів. Поховано 12 осіб | С. Головенка, Троянівська с/р, на кладовищі                                           | 1951           | —                   | № 442 від 29.09.1969 р.                                                               |      |
| 29   | 410             | Братська могила радянських воїнів. Поховано 31 особа | С. Городище, Вертокиївська с/р, на кладовищі                                          | 1948           | —                   | № 442 від 29.09.1969 р.                                                               |      |
| 30   | 412             | Братська могила радянських воїнів. Поховано 8 осіб | с-ще Гуйва, Новогуйвинська сел. рада, в центрі села                                   | 1967           | —                   | № 442 від 29.09.1969 р.                                                               |      |
| 31   | 414             | Братська могила радянських воїнів. Поховано 5 осіб | С. Дениші, Денишівська с/р, в центрі села                                             | 1958           | —                   | № 442 від 29.09.1969 р.                                                               |      |
| 32   | 415             | Братська могила радянських воїнів. Поховано 39 осіб | С. Дениші, Денишівська с/р, в центрі села                                             | 1958           | —                   | № 442 від 29.09.1969 р.                                                               |      |
| 33   | 416             | Пам'ятник воїнам-односельчанам | С. Дениші, Денишівська с/р, в центрі села                                             | 1966           | —                   | № 442 від 29.09.1969 р.                                                               |      |
| 34   | 413             | Братська могила радянських воїнів та пам'ятний знак на місці жорстоких боїв. Поховано 33 особи                                                                            | С. Двірець, Сінгурівська с/р, на кладовищі                                            | 1959, 1973     | —                   | № 442 від 29.09.1969 р.                                                               |      |
| 35   | 2490            | Братська могила жертв фашизму. Поховано 10 тисяч осіб | С. Довжик, Кам'янська с/р, 3 км на південь                                            | 1974, 1985     | —                   | № 22 від 21.01.1983 р.                                                                |      |
| 36   | 1558            | Могила Князькова М. П. — радянського воїна | С. Довжик, Кам'янська с/р, в центрі села                                              | 1978           | —                   | № 388 від 06.09.1976 р.                                                               |      |
| 37   | 417             | Братська могила радянських воїнів. Поховано 12 воїнів | С. Дубовець, Березівська с/р, в центрі села                                           | 1950           | —                   | № 442 від 29.09.1969 р.                                                               |      |
| 38   | 419             | Група (3) братських могил радянських воїнів та пам'ятний знак воїнам-односельчанам. Поховано 51 особа                                                                     | С. Зарічани, Зарічанська с/р, в центрі                                                | 1957           | —                   | № 442 від 29.09.1969 р.                                                               |      |
| 39   | 2804            | Братська могила радянських воїнів. Кількість похованих невідома | С. Зарічани, Зарічанська с/р, на кладовищі                                            | 1967           | —                   | № 390 від 08.10.1992 р.                                                               |      |
| 40   | 420             | Братська могила радянських воїнів. Поховано 17 осіб | С. Залізня, Троянівська с/р, на кладовищі                                             | 1949           | —                   | № 442 від 29.09.1969 р.                                                               |      |
| 41   | 421             | Братська могила радянських воїнів. Поховано 29 осіб | С. Іванківці, Вертокіївська с/р, на кладовищі                                         | 1958           | —                   | № 442 від 29.09.1969 р.                                                               |      |
| 42   | 422             | Братська могила радянських воїнів. Поховано 12 осіб | С. Іванівка, Іванівська с/р, в центрі села                                            | 1958           | —                   | № 442 від 29.09.1969 р.                                                               |      |
| 43   | 2805            | Група (6) братських могил жертв фашизму. Кількість похованих невідома | С. Іванівка, Іванівська с/р, на території Богунського лісництва                       | 1987           | —                   | № 390 від 08.10.1992 р.                                                               |      |
| 44   | 425             | Братська могила радянських воїнів. Поховано 26 осіб | С. Калинівка, Левківська с/р, на кладовищі                                            | 1951           | —                   | № 442 від 29.09.1969 р.                                                               |      |
| 45   | 423             | Братська могила радянських воїнів. Поховано 34 особи | С. Кам'янка, Кам'янська с/р, на кладовищі                                             | 1958           | —                   | № 442 від 29.09.1969 р.                                                               |      |
| 46   | 424             | Братська могила радянських воїнів. Поховано 18 осіб | С. Кам'янка, Кам'янська с/р, на околиці села                                          | 1956           | —                   | № 442 від 29.09.1969 р.                                                               |      |
| 47   | 2046            | Пам'ятний знак на честь загиблих воїнів на місці жорстоких боїв з німецькими загарбниками                                                                                 | С. Кам'янка, Кам'янська с/р, біля Будинку культури                                    | 1974           | —                   | № 559 від 26.12.1979 р.                                                               |      |
| 48   | 2047            | Пам'ятник воїнам-односельчанам | С. Кам'янка, Кам'янська с/р, біля Будинку культури                                    | 1975           | —                   | № 559 від 26.12.1979 р.                                                               |      |
| 49   | 429             | Братська могила радянських воїнів. Поховано 11 осіб | С. Клітчин, Левківська с/р, на кладовищі                                              | 1957           | —                   | № 442 від 29.09.1969 р.                                                               |      |
| 50   | 427(060005-н)   | Братська могила учасників гайдамацького повстання «Коліївщина» | С. Кодня, Коднянська с/р, на схід від села                                            | 1968           | —                   | КМУ № 1761 від 27.12.2001 (№ 442 від 29.09.1969 р.)(постанова КМУ № 928 від 03.09.09) |      |
| 51   | 428             | Група (2) братських могил радянських воїнів. Поховано 35 осіб | С. Кодня, Коднянська с/р, на кладовищі                                                | 1958           | —                   | № 442 від 29.09.1969 р.                                                               |      |
| 52   | 1545            | Група (2) братських могил радянських воїнів та пам'ятний знак воїнам-односельчанам. Поховано 46 осіб                                                                      | С. Кодня, Коднянська с/р, на кладовищі                                                | 1958 1974      | —                   | № 388 від 06.09.1976 р.                                                               |      |
| 53   | 2048            | Пам'ятники воїнам-односельцям, загиблим у роки ВВВ | С. Кодня, Коднянська с/р, біля Будинку культури                                       | 1974           | —                   | № 559 від 26.12.1979 р.                                                               |      |
| 54   | 426             | Братська могила радянських воїнів. Поховано 20 осіб | С. Корчак, Корчацька с/р, в центрі                                                    | 1946           | —                   | № 442 від 29.09.1969 р.                                                               |      |
| 55   | 2806            | Братська могила радянських воїнів. Кількість похованих невідома | С. Крути, Глибочанська с/р, на кладовищі                                              | 1970           | —                   | № 390 від 08.10.1992 р.                                                               |      |
| 56   | 2491            | Пам'ятник жертвам фашизму | С. Крути, Глибочанська с/р, в центрі                                                  | 1977           | Славов Л. Марчук М. | № 22 від 21.01.1983 р.                                                                |      |
| 57   | 431             | Пам'ятник воїнам-односельцям, загиблим у роки Великої Вітчизняної війни                                                                                                   | С. Левків, Левківська с/р, біля Будинку культури                                      | 1967           | —                   | № 442 від 29.09.1969 р.                                                               |      |
| 58   | 432             | Братська могила радянських воїнів (поховано 84 особи), могила Окрушка Г. П. — учасника встановлення Радянської влади та пам'ятник борцям за встановлення Радянської влади | С. Левків, Левківська с/р, біля правління колгоспу                                    | 1950 1974      | -                   | № 442 від 29.09.1969 р.                                                               |      |
| 59   | 433             | Братська могила радянських воїнів. Поховано 20 осіб | С. Левків, Левківська с/р, біля початкової школи                                      | 1947           | —                   | № 442 від 29.09.1969 р.                                                               |      |
| 60   | 434             | Братська могила радянських воїнів. Поховано 49 осіб | С. Левків, Левківська с/р, біля клубу                                                 | 1950 1965      | —                   | № 442 від 29.09.1969 р.                                                               |      |
| 61   | 1546            | Пам'ятник Байку О.- першому секретарю Волинського губкому комсомолу | С. Левків, Левківська с/р, в центрі села                                              | 1968           | Ліщинський В        | № 388 від 06.09.1976 р.                                                               |      |
| 62   | 2049            | Місце боїв з німецько-фашистськими загарбниками | С. Левків, Левківська с/р, західна околиця села                                       | 1974           | —                   | № 559 від 26.12.1979 р.                                                               |      |
| 63   | 435             | Братська могила радянських воїнів, серед яких похований Тхагушев І. Х.- Герой Радянського Союзу. Поховано 38 осіб                                                         | С. Ліщин, Ліщинська с/р, біля школи (в саду)                                          | 1950           | —                   | № 442 від 29.09.1969 р.                                                               |      |
| 64   | 436             | Братська могила радянських воїнів. Поховано 41 осіб | С. Ліщин, Ліщинська с/р, на кладовищі                                                 | 1957           | —                   | № 442 від 29.09.1969 р.                                                               |      |
| 65   | 472             | Братська могила радянських воїнів. Поховано 55 осіб | С. Ліщин, Ліщинська с/р, на кладовищі                                                 | 1958           | —                   | № 442 від 29.09.1969 р.                                                               |      |
| 66   | 2808            | Пам'ятник воїнам-односельцям, загиблим у роки ВВВ | С. Ліщин, Ліщинська с/р, біля Будинку культури                                        | 1978           | —                   | № 390 від 08.10.1992 р.                                                               |      |
| 67   | 2050            | Місце боїв з німецько-фашистськими загарбниками | С. Ліщин, Ліщинська с/р, південна околиця села                                        | 1974           | —                   | № 559 від 26.12.1979 р.                                                               |      |
| 68   | 438             | Братська могила радянських воїнів. Поховано 64 особи | С. Лука, Лукинська с/р, на кладовищі                                                  | 1970           | —                   | № 442 від 29.09.1969 р.                                                               |      |
| 69   | 1553            | Пам'ятник воїнам-односельцям, які загинули в роки ВВВ | С. Лука, Лукинська с/р, в центрі                                                      | 1967           | —                   | № 388 від 06.09.1976 р.                                                               |      |
| 70   | 2807            | Могила Байка О. В. — секретаря Волинського губкому комсомолу | С. Лука, Лукинська с/р, на кладовищі                                                  | 1968           | —                   | № 390 від 08.10.1992 р.                                                               |      |
| 71   | 439             | Братська могила радянських воїнів. Поховано 15 осіб | С. Миролюбівка, Миролюбівська с/р, на кладовищі                                       | 1958           | —                   | № 442 від 29.09.1969 р.                                                               |      |
| 72   | 1552            | Пам'ятник воїнам-односельцям, які загинули в роки ВВВ | С. Миролюбівка, Миролюбівська с/р, біля Будинку культури                              | 1957           | —                   | № 388 від 06.09.1976 р.                                                               |      |
| 73   | 440             | Братська могила радянських воїнів. Поховано 29 осіб | С. Млинищі, Луківська с/р, на кладовищі                                               | 1957           | —                   | № 442 від 29.09.1969 р.                                                               |      |
| 74   | 443             | Група (3) братських могил радянських воїнів. Поховано 30 осіб | С. Нова Рудня, Буківська с/р, південна околиця села                                   | 1954           | —                   | № 442 від 29.09.1969 р.                                                               |      |
| 75   | 441             | Група (3) братських могил радянських воїнів. Поховано 102 особи | С. Нова Рудня, Буківська с/р, західна околиця села                                    | 1950           | —                   | № 442 від 29.09.1969 р.                                                               |      |
| 76   | 442             | Братська могила радянських воїнів та пам'ятний знак воїнам-землякам. Поховано 13 осіб                                                                                     | С. Нова Вигода, Глибочицька с/р, біля клубу                                           | 1951           | —                   | № 442 від 29.09.1969 р.                                                               |      |
| 77   | 1562            | Братська могила радянських воїнів. Кількість похованих невідома | С. Нова Вигода, Глибочицька с/р, на кладовищі                                         | 1954           | —                   | № 388 від 06.09.1976 р.                                                               |      |
| 78   | 2809            | Пам'ятник воїнам-танкістам | с-ще Новогуйвинське, Новогуйвинська сел. рада, в центрі                               | 1985           | —                   | № 390 від 08.10.1992 р.                                                               |      |
| 79   | 444             | Братська могила радянських воїнів. Поховано 76 осіб | С. Озерянка, Озерянківська с/р, на кладовищі                                          | 1958           | —                   | № 442 від 29.09.1969 р.                                                               |      |
| 80   | 1554            | Пам'ятник воїнам-односельцям, загиблим у роки ВВВ | С. Озерянка, Озерянківська с/р, в центрі села                                         | 1970           | —                   | № 388 від 06.09.1976 р.                                                               |      |
| 81   | 445             | Братська могила радянських воїнів. Поховано 48 осіб | С. Оліївка, Оліївська с/р, на кладовищі                                               | 1948           | —                   | № 442 від 29.09.1969 р.                                                               |      |
| 82   | 2051            | Пам'ятник воїнам-односельцям, загиблим у роки ВВВ | С. Оліївка, Оліївська с/р, біля Будинку культури                                      | 1974           | —                   | № 559 від 26.12.1979 р.                                                               |      |
| 83   | 446             | Пам'ятник воїнам-односельцям, загиблим в роки ВВВ (скульптор Йосип Табачник, арх. П. М. Бирюк)                                                                            | С. Піски, Пісківська с/р, біля Будинку культури                                       | 1957           | —                   | № 442 від 29.09.1969 р.                                                               |      |
| 84   | 447             | Братська могила радянських воїнів. Поховано 76 осіб | С. Піски, Пісківська с/р, на кладовищі                                                | 1958           | —                   | № 442 від 29.09.1969 р.                                                               |      |
| 85   | 448             | Братська могила радянських воїнів, серед яких похований Литвинов П. С. — Герой Радянського Союзу. Поховано 60 осіб                                                        | С. Піски, Пісківська с/р, при в'їзді в село                                           | 1957           | —                   | № 442 від 29.09.1969 р.                                                               |      |
| 86   | 2052            | Братська могила радянських воїнів. Поховано 48 осіб | С. Піски, Пісківська с/р, східна околиця села                                         | 1957           | —                   | № 559 від 26.12.1979 р.                                                               |      |
| 87   | 450             | Братська могила радянських воїнів. Поховано 62 особи | С. Піщанка, Оліївська с/р, на кладовищі                                               | 1952           | —                   | № 442 від 29.09.1969 р.                                                               |      |
| 88   | 2053            | Місце загибелі Саєнка І. С. — Героя Радянського Союзу | С. Піщанка, Оліївська с/р, біля магазину                                              | 1974           | —                   | № 559 від 26.12.1979 р.                                                               |      |
| 89   | 1550            | Братська могила радянських воїнів. Поховано 58 осіб | С. Перлявка, Корчацька с/р, біля клубу                                                | 1965           | —                   | № 388 від 06.09.1976 р.                                                               |      |
| 90   | 449             | Братська могила радянських воїнів та пам'ятник воїнам-односельчанам. Поховано 9 осіб                                                                                      | С. Покостівка, Заможненська с/р, біля магазину                                        | 1953           | —                   | № 442 від 29.09.1969 р.                                                               |      |
| 91   | 2559            | Могила Линь М. А. — партизанки | С. Покостівка, Заможненська с/р                                                       | 1947           | —                   | № 468 від 29.10.1983 р.                                                               |      |
| 92   | 1559            | Братська могила радянських воїнів та місце боїв з німецько-фашистськими загарбниками. Поховано 51 особа                                                                   | С. Пряжів, Сінгурівська с/р, в центрі                                                 | 1959 1973      | —                   | № 388 від 06.09.1976 р.                                                               |      |
| 93   | 2810            | Братська могила радянських воїнів. Кількість похованих невідома | С. Пряжів, Сінгурівська с/р, на кладовищі                                             | 1975           | —                   | № 390 від 08.10.1992 р.                                                               |      |
| 94   | 2811            | Братська могила радянських воїнів. Кількість похованих невідома | С. Пряжів, Сінгурівська с/р, на кладовищі                                             | 1963           | —                   | № 390 від 08.10.1992 р.                                                               |      |
| 95   | 451             | Братська могила радянських воїнів. Поховано 8 осіб | С. Руденька, Буківська с/р, біля лісопильного заводу                                  | 1968           | —                   | № 442 від 29.09.1969 р.                                                               |      |
| 96   | 2054            | Братська могила жертв фашизму. Поховано 5 осіб | С. Рудня-Городище, Руднє-Городищенська с/р, на кладовищі                              | 1949 1957      | —                   | № 559 від 26.12.1979 р.                                                               |      |
| 97   | 460             | Братська могила радянських воїнів. Поховано 69 осіб | С. Рудня-Городище, Руднє-Городищенська с/р, на кладовищі                              | 1957           | —                   | № 442 від 29.09.1969 р.                                                               |      |
| 98   | 2055            | Братська могила радянських воїнів та пам'ятник воїнам-односельчанам. Поховано 26 осіб                                                                                     | С. Рудня-Пошта, Високопічська с/р, в центрі села                                      | 1973           | —                   | № 559 від 26.12.1979 р.                                                               |      |
| 99   | 452             | Братська могила радянських воїнів. Поховано 19 осіб | С. Світин, Оліївська с/р, західна околиця села                                        | 1950           | —                   | № 442 від 29.09.1969 р.                                                               |      |
| 100  | 453             | Братська могила радянських воїнів. Поховано 21 особа | С. Світин, Оліївська с/р, біля школи                                                  | 1958           | —                   | № 442 від 29.09.1969 р.                                                               |      |
| 101  | 2056            | Братська могила радянських воїнів. Поховано 14 осіб | С. Світин, Оліївська с/р, південна околиця села                                       | 1958           | —                   | № 559 від 26.12.1979 р.                                                               |      |
| 102  | 454             | Братська могила радянських воїнів. Поховано 13 осіб | С. Сінгури, Сінгурівська с/р, на кладовищі                                            | 1959           | —                   | № 442 від 29.09.1969 р.                                                               |      |
| 103  | 455             | Братська могила радянських воїнів. Поховано 44 осіб | С. Сінгури, Сінгурівська с/р, на околиці села                                         | 1959           | —                   | № 442 від 29.09.1969 р.                                                               |      |
| 104  | 456             | Братська могила радянських воїнів. Поховано 23 осіб | С. Сінгури, Сінгурівська с/р, біля школи                                              | 1957           | —                   | № 442 від 29.09.1969 р.                                                               |      |
| 105  | 1560            | Братська могила радянських воїнів. Поховано 126 осіб | С. Сінгури, Сінгурівська с/р, на кладовищі                                            | 1962           | —                   | № 388 від 06.09.1976 р.                                                               |      |
| 106  | 2057            | Пам'ятник воїнам-односельчанам, загиблим в роки ВВВ | С. Сінгури, Сінгурівська с/р, біля Будинку культури                                   | 1974           | —                   | № 559 від 26.12.1979 р.                                                               |      |
| 107  | 458             | Братська могила радянських воїнів. Поховано 35 осіб | С. Скоморохи, Пісківська с/р, на кладовищі                                            | 1958           | —                   | № 442 від 29.09.1969 р.                                                               |      |
| 108  | 2812            | Братська могила радянських воїнів. Кількість похованих невідома | С. Скоморохи, Пісківська с/р, на кладовищі                                            | 1965           | —                   | № 390 від 08.10.1992 р.                                                               |      |
| 109  | 457             | Братська могила радянських воїнів. Поховано 5 осіб | С. Слобода-Селець, Станишівська с/р, на кладовищі                                     | 1958           | —                   | № 442 від 29.09.1969 р.                                                               |      |
| 110  | 1561            | Братська могила радянських воїнів. Поховано 6 осіб | С. Сонячне, Кам'янська с/р, на кладовищі                                              | 1957           | —                   | № 388 від 06.09.1976 р.                                                               |      |
| 111  | 1563            | Пам'ятник воїнам-односельцям, загиблим в роки ВВВ | С. Сонячне, Кам'янська с/р, в центрі села                                             | 1968           | —                   | № 388 від 06.09.1976 р.                                                               |      |
| 112  | 2813            | Братська могила радянських воїнів. Кількість похованих невідома | С. Соснівка, Руднє-Городищенська с/р, на кладовищі                                    | 1968           | —                   | № 390 від 08.10.1992 р.                                                               |      |
| 113  | 462             | Пам'ятник воїнам-односельчанам, загиблим в роки ВВВ | С. Станишівка, Станишівська с/р, в центрі села                                        | 1974           | —                   | № 442 від 29.09.1969 р.                                                               |      |
| 114  | 1557            | Братська могила радянських воїнів. Поховано 177 осіб | С. Станишівка, Станишівська с/р, на кладовищі                                         | 1968           | —                   | № 388 від 06.09.1976 р.                                                               |      |
| 115  | 2058            | Місце жорстоких боїв з німецько-фашистськими загарбниками | С. Станишівка, Станишівська с/р, в центрі села                                        | 1975           | —                   | № 559 від 26.12.1979 р.                                                               |      |
| 116  | 2814            | Група (3) братських могил радянських воїнів | С. Станишівка, Станишівська с/р                                                       | 1968           | —                   | № 390 від 08.10.1992 р.                                                               |      |
| 117  | 463             | Група (2) братських та індивідуальних (1) могил радянських воїнів (могила Соснова Ф. Ю., старшого лейтенанта) та пам'ятник воїнам-односельцям, загиблим у роки ВВВ        | С. Старошийка, Високопічська с/р, в центрі села                                       | 1958 1965      | —                   | № 442 від 29.09.1969 р.                                                               |      |
| 118  | 469             | Братська могила радянських воїнів. Поховано 54 особи | С. Тарасівка, Ліщинська с/р, на кладовищі                                             | 1959           | —                   | № 442 від 29.09.1969 р.                                                               |      |
| 119  | 470             | Братська могила радянських воїнів. Поховано 40 осіб | С. Тетерівка, Тетерівська с/р, на кладовищі                                           | 1957           | —                   | № 442 від 29.09.1969 р.                                                               |      |
| 120  | 464             | Братська могила радянських воїнів. Поховано 14 осіб | С. Троянів, Троянівська с/р, в центрі                                                 | 1950           | —                   | № 442 від 29.09.1969 р.                                                               |      |
| 121  | 465             | Братська могила радянських воїнів. Поховано 21 особа | С. Троянів, Троянівська с/р, на кладовищі                                             | 1958           | —                   | 3 442 від 29.09.1969 р.                                                               |      |
| 122  | 466             | Братська могила радянських воїнів, серед яких похований Макеєв — Герой Радянського Союзу. Поховано 38 осіб                                                                | С. Троянів, Троянівська с/р, на кладовищі                                             | 1971           | _                   | № 442 від 29.09.1969 р.                                                               |      |
| 123  | 467             | Братська могила радянських воїнів. Поховано 10 осіб | С. Троянів, Троянівська с/р, біля лікарні                                             | 1957           | —                   | № 442 від 29.09.1969 р.                                                               |      |
| 124  | 468             | Група (2) братських могил радянських воїнів. Поховано 37 осіб | С. Троянів, Троянівська с/р, на кладовищі                                             | 1957           | —                   | № 442 від 29.09.1969 р.                                                               |      |
| 125  | 468(а)          | Могила Шурупова А. Т. — Героя Радянського Союзу | С. Троянів, Троянівська с/р, на кладовищі                                             | 1959           | —                   | № 442 від 29.09.1969 р.                                                               |      |
| 126  | 2059            | Місце жорстоких боїв з німецько-фашистськими загарбниками | С. Троянів, Троянівська с/р, біля магазину                                            | 1973           | —                   | № 559 від 26.12.1979 р.                                                               |      |
| 127  | 2060            | Пам'ятник воїнам-односельцям, загиблим у роки ВВВ | С. Троянів, Троянівська с/р, біля Будинку культури                                    | 1973           | —                   | № 559 від 26.12.1979 р.                                                               |      |
| 128  | 471             | Братська могила радянських воїнів. Поховано 35 осіб | С. Туровець, Туровецька с/р, в центрі села                                            | 1958           | —                   | № 442 від 29.09.1969 р.                                                               |      |
| 129  | 473             | Братська могила радянських воїнів. Поховано 45 осіб | С. Улянівка, Денишівська с/р, біля школи                                              | 1958           | —                   | № 442 від 29.09.1969 р.                                                               |      |
| 130  | 474             | Братська могила радянських воїнів. Поховано 2 особи | С. Червоний Степок, Миролюбівська с/р, на кладовищі                                   | 1961           | —                   | № 442 від 29.09.1969 р.                                                               |      |
| 131  | 475             | Братська могила радянських воїнів. Поховано 7 осіб | С. Черемошне, Березівська с/р, біля контори                                           | 1958           | —                   | № 442 від 29.09.1969 р.                                                               |      |
| 132  | 1564            | Місце з'єднання Південної групи радянських військ з 44-ю Щорсівською дивізією                                                                                             | Шосе Житомир — Бердичів, 9 км від м. Житомира (на лівому березі р. Гуйва, біля мосту) | 1969           | Нечуйвітер          | № 388 від 06.09.1976 р.                                                               |      |